# ويليام أكيرمان
ويليام أكيرمان (بالإنجليزية: William Ackerman)‏ هو عازف قيثارة وملحن ومنتج أفلام أمريكي، ولد في 16 نوفمبر 1949 في بالو ألتو في الولايات المتحدة.

## وصلات خارجية
- الموقع الرسمي
- ويليام أكيرمان على موقع ميوزك برينز (الإنجليزية)
- ويليام أكيرمان على موقع قاعدة بيانات برودواي على الإنترنت (الإنجليزية)
- ويليام أكيرمان على موقع أول ميوزيك (الإنجليزية)
- ويليام أكيرمان على موقع ديسكوغز (الإنجليزية)